# درونه (بردسکن)
درونه مرکز دهستان درونه از توابع بخش انابد، شهرستان بردسکن در استان خراسان رضوی است. درونه به عنوان سومین روستایی است که وقتی مسافران از کویر وارد استان خراسان رضوی می‌شوند، آن را مشاهده می‌کنند. درونه از نواحی قدیمی دیار ترشیز کهن و ناحیهٔ ربع نیشابور که در قدیم به منطقه شهریار معروف بوده است.

## جمعیت
بر اساس سرشماری سال ۱۳۹۵ جمعیت آن ۱۶۰۳ نفر در ۴۹۸ خانوار بوده است.

## آثار تاریخی

### غار درونه
غار درونه مربوط به سدهٔ ۶ تا ۸ هجری قمری است و در شهرستان بردسکن، بخش انابد، دهستان درونه، ۱۴ کیلومتری غرب روستای درونه واقع شده و این اثر در تاریخ ۲۴ آبان ۱۳۸۵ با شمارهٔ ثبت ۱۶۳۲۹ به‌عنوان یکی از آثار ملی ایران به ثبت رسیده است.
غار درونه در رشته کوه‌های غرب درونه و روستای کلاته برق علیا بر میانه کوهی در مقابل کوهی نارنجی رنگ واقع شده است. دهانه غار در دامنه کوه و در ارتفاع حدود صد متری قرار گرفته است، عرض دهانه غار حدود ۲ متر و ارتفاع آن ۱۱۰ سانتی‌متر می‌باشد. پس از دهانه غار فضایی است دایره‌ای شکل به قطر حدود ۲ متر پس از این فضای دایره‍ای شکل تونل اصلی غار است که در مقابل دهانه غار قرار گرفته است. طول تونل اصلی ۱۰ متر می‌باشد، در طرفین این تونل ۲ تونل فرعی نیز وجود دارد که هر سه این‌ها به فضای اصلی غار منتهی می‌شوند. تونل‌های فرعی به دلیل انحناهای موجود در مسیر طولانی‌تر از تونل وسط می‌باشند.
مکان اصلی غار فضایی است دایره‌ای شکل که در وسط آن چشمه آبی وجود دارد. در قسمت انتهایی این فضا، یعنی مقابل تونل ورودی، بنای سنگی وجود داشته است که در حال حاضر تخریب شده است و سنگ‌های آن و قسمتی از دیواره بنا مشخص می‌باشد. طبق گفته اهالی بنای مذکور به صورت ۳طبقه بوده است. در داخل غار تزیینات آهکی طبیعی مشاهده می‌شود که زیبایی خاصی را در این فضا به‌وجود آورده است. در داخل این غار قطعات ظروف سفالین مربوط به قرون ۶ تا ۸ هجری قمری مشاهده می‌شود. این سفال‌ها شامل سفال‌های لعاب‌دار با لعاب سبز، آبی و فیروزه‌ای و با نقوش آبی و مشکی زیر لعاب‌ها می‌باشد.

### قلعه دختر درونه
قلعه دختر درونه مربوط به سدهٔ ۶ تا ۹ هجری قمری است و در شهرستان بردسکن، بخش انابد، دهستان درونه، ۷ کیلومتری شمال غرب درونه و در ۳ کیلومتری شرق روستای برق بالا بر فراز قله کوه زرد قرار گرفته است. این اثر در تاریخ ۲۴ آبان ۱۳۸۵ با شمارهٔ ثبت ۱۶۳۳۴ به‌عنوان یکی از آثار ملی ایران به ثبت رسیده است.
این قلعه یکی از قلاع منتسب به فرقه اسماعیلیه می‌باشد که وجود سفال‌های سده‌های ۶ تا ۹ هجری قمری بر سطح این قلعه این نظریه را تأیید می‌نماید.
ابعاد کلی قلعه دختر درونه ۷۵ در ۴۰ متر می‌باشد، شکل کلی قلعه شش ضلعی نامنتظمی است که ضلع جنوبی آن بسیار بزرگتر از سایر اضلاع می‌باشد. این قلعه در ۵ سطح مختلف ساخته شده است، سطح اول شامل یک فضای مستطیل شکل در پشت دیوار شمالی قلعه و در داخل قلعه می‌باشد که به صورت زیرزمین و چند متر پایین‌تر از برچ‌ها و دیوارهای قلعه می‌باشد. ۶ برج در ۶ گوشه این شش ضلعی نامنتظم وجود دارد، قطر بیرونی برج‌ها حدود ۷ متر می‌باشد فقط یک برج که در جانب غربی قلعه قرار گرفته است از بقیه برج‌ها کوچمتر است و قطر آن ۵ متر می‌باشد. ارتفاع حصار قلعه در بلندترین قسمت به ۱۰ متر می‌رسد.

## دهانه آب درونه

سنگ‌چشم در منطقه حفاظت‌شدهٔ درونه

دهانهٔ آب درونه دره‌ای است سرسبز در فاصلهٔ ۶۰ کیلومتری غرب شهر بردسکن و ۱٫۵ کیلومتری روستای درونه که در محدوده منطقه حفاظت‌شدهٔ درونه واقع است.
این منطقه دارای رودخانه، آبشار و چشمه‌های جوشان است که در کنار کوه زرد و قلعه‌های تاریخی گورا و قلعه دختر درونه جای دارد.